# Sonate K. 554
La sonate K. 554 (F.505/L.S.21) en fa majeur est une œuvre pour clavier du compositeur italien Domenico Scarlatti.

## Présentation
La sonate K. 554 en fa majeur, notée Allegretto, forme une paire avec la sonate K. 555. Dans leur écriture parfaite, ces sonates évoquent les premières du catalogue Kirkpatrick, « comme une grande boucle qui se referme pour nous empêcher […] de savoir où commence, où se termine cette œuvre éblouissante… ».

## Manuscrits
Le manuscrit principal est Parme XV 41 (Ms. A. G. 31420) copié en 1757 ; les autres sont Münster I 89 (Sant Hs 3964) et Vienne D 39 (VII 28011 D).

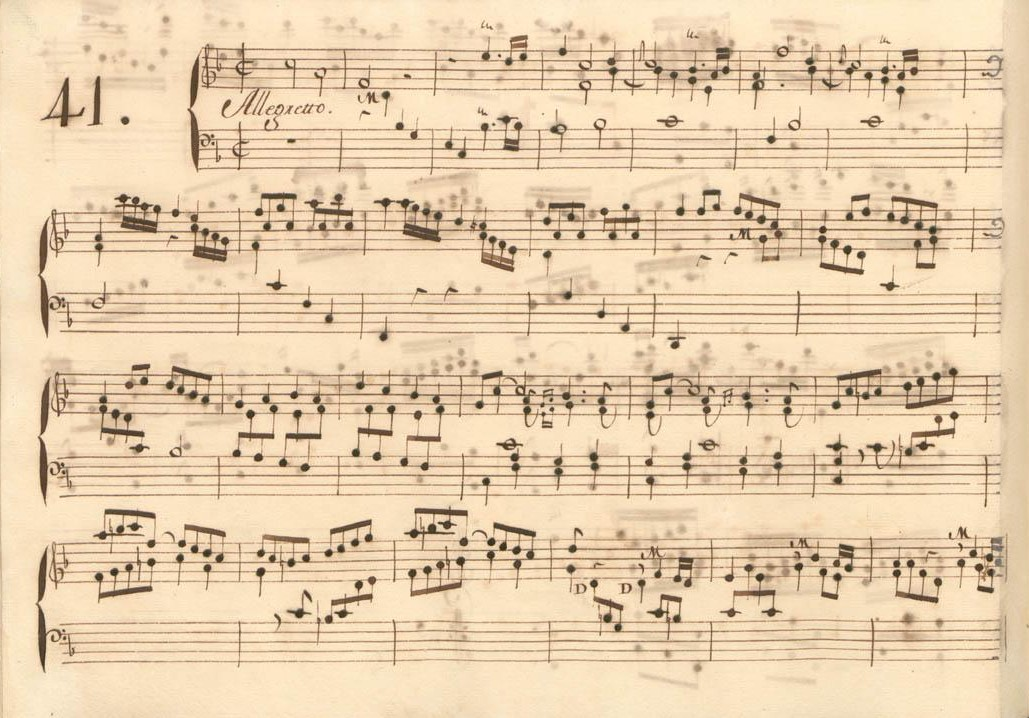
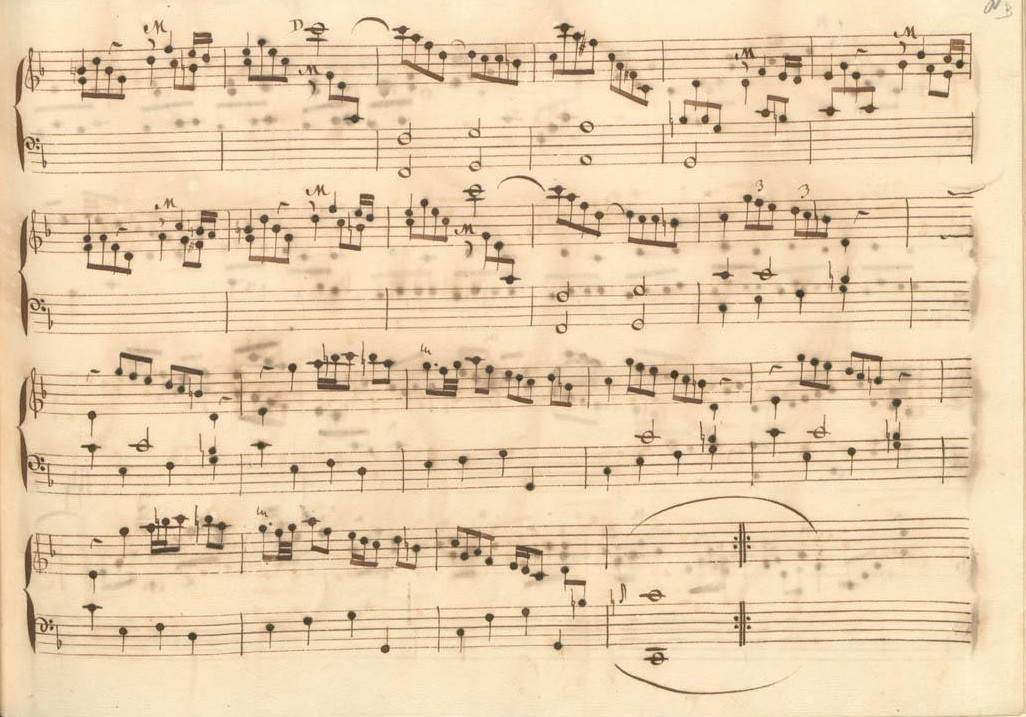
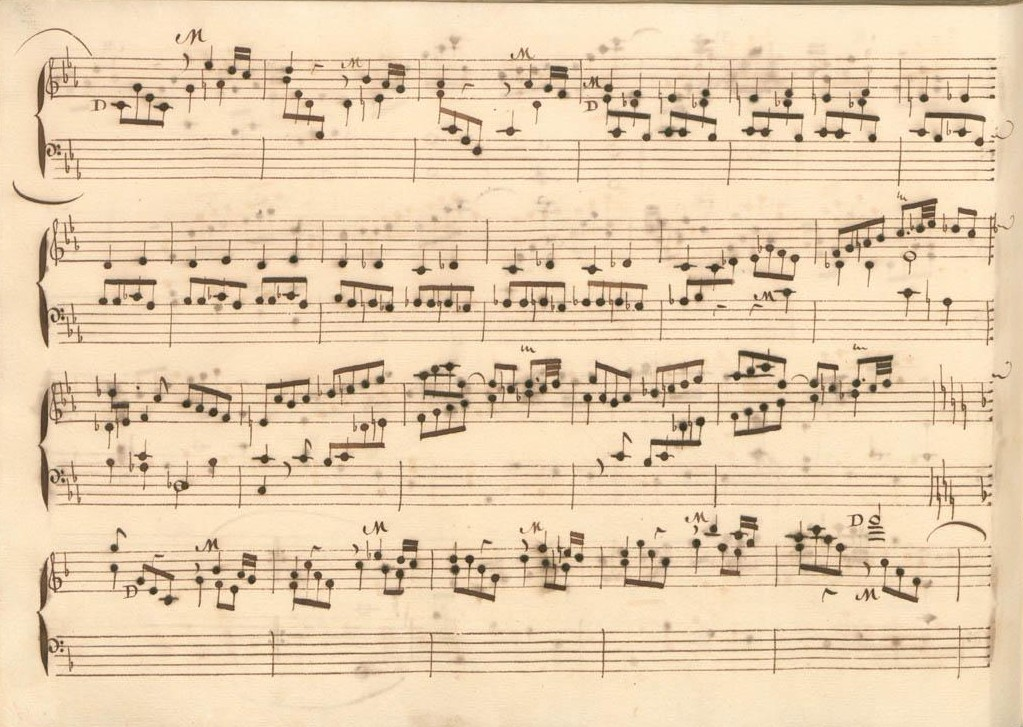

## Interprètes
La sonate K. 554 est défendue au piano par Sergio Monteiro (2019, Naxos, vol. 23) ; au clavecin par Luciano Sgrizzi (1962), Scott Ross (1985, Erato), Luc Beauséjour (Analekta), Richard Lester (2003, Nimbus, vol. 3), Pieter-Jan Belder (Brilliant Classics, vol. 12) et Mario Martinoli (2015, Etcetera).

## Sources
: document utilisé comme source pour la rédaction de cet article.
- Ralph Kirkpatrick (trad. de l'anglais par Dennis Collins), Domenico Scarlatti, Paris, Lattès, coll. « Musique et Musiciens », 1982 (1re éd. 1953 (en)), 493 p. (ISBN 978-2-7096-0118-4, OCLC 954954205, BNF 34689181).
- Alain de Chambure, « Domenico Scarlatti : Intégrale des sonates — Scott Ross », Erato (2564-62092-2), 1985 (OCLC 891183737) .